# コンチネンタル・タンゴ
コンチネンタル・タンゴとは、アルゼンチン・タンゴに対して、ヨーロッパで作られたタンゴを指すための和製英語。英語のネイティブは European tango ヨーロピアン・タンゴと言う。（日本人からは）「ヨーロッパ・タンゴ」と呼ばれることもあるが、英語話者は「European tango ヨーロピアン・タンゴ」としか言わないので、「ヨーロッパ・タンゴ」も和製英語である。
ヨーロッパで起こったタンゴとラプラタ川流域のタンゴを選り分けるために、この名称が用いられている。ドイツ、フランス、イタリアといったヨーロッパで作曲、もしくは演奏されるタンゴのスタイルである。
（アルゼンチンのタンゴと比較すると）やわらかなリズムと甘い旋律をもつものが多い。 
アルフレッド・ハウゼ、リカルド・サントス、マランド（通称Malando。本名はArie Maasland）らの楽団が有名である。
著名な楽曲にはアルフレッド・ハウゼの「碧空」がある。

## 概要
特徴
ヨーロッパで広く演奏される楽器編成に合わせるために、バンドネオンの利用が強制ではなく、アコーディオンや弦五部などで代用されている場合がある。楽器編成はアコーディオンのみならず、クラリネット、ドラムス、フルート、サックス、木琴も用いられる。
リズムに関する特徴をひとつ挙げるとするならば「8分音符3つに、16分音符2つ」といった有名なリズムパターンがあり、これはコンチネンタル・タンゴ発祥のものであり、アルゼンチン・タンゴでこのようなパターンは採用されていないので、コンチネンタル・タンゴ（ヨーロピアン・タンゴ）の大きな特徴のひとつである。（その後、このパターンはアメリカン・タンゴでも採用され、ルロイ・アンダーソンの「ブルー・タンゴ」でも採用された。）
なお、コンチネンタル・タンゴの音楽的な特徴に関しては（この記事冒頭で挙げたような、漠とした説明がされることはあるが）、作曲・編曲・楽器編成などに関して、（実際に演奏や編曲をする人が、実際に理解できる技術的なレベルで）一般論として明確・厳密に記述した書物はほぼ存在せず、どの文献でも音楽的特徴については曖昧な記述にとどまり、厳密には記述していない。というわけで、全てのコンチネンタル・タンゴに共通する特徴について一般論として厳密に論ずるのは困難だが、他のタンゴと比較してなんらかの傾向をとらえて、下記のような指摘をすることも可能であろう。
- コード進行は1940年代以降のアルゼンチン・タンゴよりも、単純化及び規格化されている。古典タンゴの進行のまま凍ったと言える。名人芸も用いられない。
- バンドネオンのバリアシオンは好まれない[注釈 1]。アクセント付けには代わりにマリンバやタンブリンなどの打楽器が利用され、大編成で演奏されることが多い[注釈 2]。
- 後継楽団はほとんどいない代わりに、ハウゼやマランドのように同一楽団のメンバーチェンジが好まれる。マエストロすら変更される場合がある。
- 音楽評論家の岡田寛はアルゼンチン・タンゴとコンチネンタル・タンゴの差異を「せいぜい4分の2拍子が8分の4拍子になっただけのこと」と述べている[6]。

下位分類
「コンチネンタル・タンゴ」（ヨーロピアン・タンゴ）は一種の総称でもあり、これをさらに細かく見ればジャーマン・タンゴ、ロシアン・タンゴ、フィニッシュ・タンゴ、フレンチ・タンゴ、チロリアン・タンゴ、ダッチ・タンゴ、デニッシュ・タンゴなど各国ごとのタンゴに細分化することも可能である。ちなみにマランド楽団はダッチ・タンゴ、アルフレッド・ハウゼ楽団はジャーマン・タンゴで、タニ・スカラ楽団はフレンチ・タンゴである。
ヨーロッパ以外のタンゴとの線引き、交流、融合
タニ・スカラ楽団のように、フレンチ・タンゴとアルゼンチン・タンゴの両刀使いのような趣の楽団もあった。フアン・ジョサス楽団は、ジャーマン・タンゴにアルゼンチン・タンゴを掛け合わせた異色の楽団であったが、ジョサスはスペイン生まれである。ジョサスは、タンゴがもともと18世紀に誕生したイベリア半島生まれの舞曲であることをキャッチコピーとして利用したうえで、ヨーロッパ大陸で広く活躍していた。
コンチネンタル・タンゴ（ヨーロピアン・タンゴ）は一般に、アメリカン・タンゴとは区別されている。とは言え、両者の間に全く交流が無いわけではない。たとえばルロイ・アンダーソンのビルボードチャート一位に輝いた「ブルー・タンゴ」はアメリカン・タンゴのヒット作であったし、アルフレッド・ハウゼ楽団もこれを録音した。
和製英語の由来
「コンチネンタル・タンゴ」という和製英語は1965年のアルフレッド・ハウゼ楽団初来日記念のために発売されたLPのジャケットに表記されたことをきっかけにして広まったようである。

## 歴史
ブエノスアイレス、モンテビデオ近辺のラ・プラタ川流域で1880年ごろに生まれたとされるアルゼンチン・タンゴが、1910年代にヨーロッパ大陸とアメリカ大陸に輸入された。1910年代にフィンランド、ロシアへ伝わり、1920年代にはポーランド、ドイツ、チロルへ伝わった。フランスでは1910年代から流行したことが確認されている。ドイツの流行は1930年代だったことがフアン・ジョサスの活動からわかる。デンマークでは、1925年にヤコブ・ゲーゼ作曲「ジェラシー」がヒットしたことにより、1920年代から北欧タンゴの伝統が始まった。
コンチネンタル・タンゴとアルゼンチン・タンゴの区分は第二次世界大戦前は余り明白ではなかったが、第二次世界大戦後にアルゼンチン・タンゴ専門の楽団が日本でも1950年代に出現するようになると、差別化しファンが住み分けていったようである。バルナバス・フォン・ゲッツィやアダルベルト・ルッター、フアン・ジョサスのような戦前派タンゴはドイツを中心に広く聞かれたが、第二次世界大戦終了後にほとんど姿を消し、ジョサスが急死してしまったことでアルフレッド・ハウゼ楽団は1960年代にトップに上り詰めた。
1980年代以降はアルフレッド・ハウゼ楽団レヴェルの著名度がないと活動がひどく困難になった。1965年以降日本を拠点にしていたアルフレッド・ハウゼ楽団も1989年に日本ポリドールレコードとの活動を終了し世代交代した。2010年代現在も活躍している楽団は世代交代で延命したマランドのようにあるが、解散あるいは活動休止した楽団も多い。コンチネンタル・タンゴ楽団としてのポリシーで活動する楽団は非常に少なくなってしまっており、コンチネンタル・タンゴをレパートリーに加えた楽団という形で生き延びた楽団が多い。

## 日本での受容
日本ではアルゼンチン・タンゴよりも後発であるコンチネンタル・タンゴが早く伝わっている。1920年代前半から1930年代にかけて親しまれた。通常「タンゴのリズム」を思い浮かべる場合には、8分の4拍子(8分音符3つと16分音符2つ)が多く、これはコンチネンタル・タンゴのリズムの刻み方である。カタカナ語で「コンチネンタル・タンゴ」と呼ばれているものは1910年代から1920年代にアルゼンチン・タンゴがパリに紹介され、パリの音楽家たちが、そのリズムをまねて作った楽曲である。
日本タンゴアカデミーを含む、かつての硬派のオールド・ファンは言及するのも嫌、という有様だった。しかし、一般大衆からの需要は高く、アルフレッド・ハウゼ楽団やマランド楽団は来日を果たして、LPも日本で販売できた。日本は戦前からタンゴが知られており、一世を風靡したキユーピー・バックグラウンド・ミュージックも開始のBGMにアルフレッド・ハウゼ楽団の「ミリタリー・タンゴ」を長期間用いていたこともあって、多くの日本人ならコンチネンタル・タンゴを連想する土壌はすでに生まれていた。かつての昭和時代のレコード屋の棚は「アルゼンチン・タンゴ」と「コンチネンタル・タンゴ」の二つしかなかった。一種の「ムード音楽」としても受容された。

## 著名な楽団

### 本場（海外）
Tanzorchesterとして活動した楽団、またはコンチネンタル・タンゴの使い手としてレコード会社がプロモーションを行った楽団も含む。
- リカルド・サントス楽団
- ハインツ・フッペルツ（ドイツ語版）楽団 Heinz Huppertz mit seinem Orchester
- バルナバス・フォン・ゲッツィ（ドイツ語版）楽団 Barnabas von Geczy mit seinem Orchester
- ペーター・クロイダー（ドイツ語版）楽団 Peter Kreuder Tanz-Orchester
- マランド（オランダ語版）楽団 Malando Orchestra
- アルフレッド・ハウゼ・タンゴ・オーケストラ楽団[4] - 「世界中にコンチネンタル・タンゴの魅力を伝えた」とも称されている[21]。
- アダルベルト・ルッター（ドイツ語版）楽団 Tanzorchester Adalbert Lutter
- タニ・スカラ（フランス語版）楽団
- ゲルハルト・ベーレン楽団
- フアン・ジョサス（ドイツ語版）楽団 Original Spanisch-Argentinische Tangokapelle Juan Llossas
- マレク・ウェバー（ドイツ語版）楽団 Marek Weber
- オルケストル・ド・ダンス・アレクサンドル

### 日本
コンチネンタル・タンゴをレパートリーにした楽団の一部を記載。
- 原孝太郎と東京六重奏団[16]
- 北村維章と東京シンフォニック・タンゴ・オーケストラ[16]
- 原信夫とシャープスアンドフラッツ
- 𠮷田正記念オーケストラ
- ニュー・コンチネンタル・タンゴ・オーケストラ

## 演奏形態

### レパートリー
コンチネンタル・タンゴ楽団のレパートリーは非常に広い。クラシックの編曲、アルゼンチン・タンゴの編曲、ビルボードチャートに登場した作品の編曲から果ては日本の歌謡曲や民謡まで用いられる。

### 代表的な楽曲
世界大百科事典で中村とうようは以下の3曲を挙げている。
- 『ジェラシー（英語版）』(ヤコブ・ゲーゼ作曲・デンマーク)[22]
- 『碧空（あおぞら）独: Blauer Himmel』(ヨゼフ・リクスナー（ドイツ語版）作曲・ドイツ)[23]
- 『イタリーの庭 A GARDEN IN ITALY』(作詞 A.Valentine、ラルフ・アーリン（ドイツ語版）作曲[24]・ドイツ)

リカルド・サントス楽団のヒットナンバーには以下の作品がある。
- 『真珠採りのタンゴ』(フランス)

ゲルハルト・ベーレン楽団のヒットナンバーには以下の作品がある。
- 『黒い瞳』(ロシア)

アルフレッド・ハウゼ楽団のヒットナンバーには以下の作品がある。
- 『アルベニスのタンゴ』(1890年、スペイン)